# باولا إغونو
باولا إغونو (مواليد 18 ديسمبر 1998) هي لاعبة كرة طائرة إيطالية من أصل نيجيري لعبت في نادي إيموكو فولي وتلعب حالياً في تلعب لصالح النادي التركي فاكيف بنك للكرة الطائرة. وهي جزء من فريق منتخب الكرة الطائرة النسائي الإيطالي. شاركت في بطولة مونترو لكرة الطائرة 2018 ، وبطولة العالم للاتحاد الدولي لكرة الطائرة 2018 ، ودوري الأمم للسيدات للاتحاد الدولي للكرة الطائرة 2018.
على مستوى النوادي ، لعبت لنادي إيطاليا في عام 2015. تم اختيارها للعب مباراة كل النجوم في الدوري الإيطالي في عام 2017. في عام 2017 انتقلت إلى أجيل نوفارا.
حصلت على جائزة امرأة العام لعام 2019 من قبل مجلة لا ريبوبليكا.
كانت واحدة من حاملي راية العلم الأولمبي في دورة الألعاب الأولمبية الصيفية 2020 في طوكيو.